# ラリー・D・アレキサンダー
ラリー・D・アレキサンダー（英語: Larry Dell Alexander, 1953年5月30日 - ）は、アメリカ合衆国の芸術家、著述家、聖書教師である。アーカンソー州チコット郡のダーモット出身で、陰影を駆使したペン画やアクリル画で知られる。1995年に当時のアメリカ合衆国大統領ビル・クリントンに贈られた油絵『クリントン家の肖像画』は、アーカンソー州リトルロックにあるクリントン大統領図書館のコレクションに加えられている。1996年から2006年にかけてはアーカンソー州内の学校を訪問する活動を行った。新約聖書の各書や旧約聖書のエゼキエル書を扱った聖書研究の著作もあり、絵画の分野においてもキリスト教を主題とした作品も多い。近年ではキリスト教に関する著述や教育活動で知られている。

## 経歴

### 芸術家となるまで

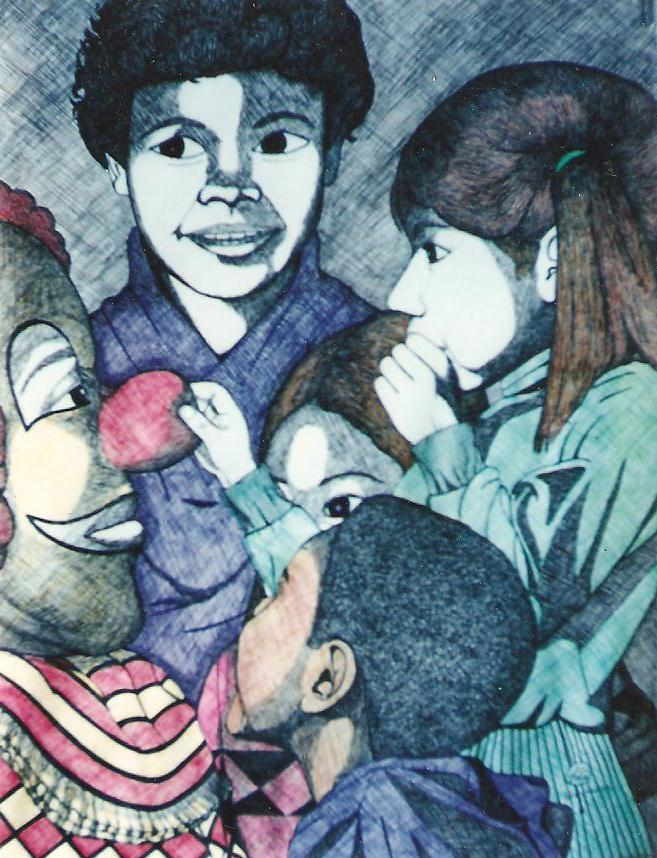
"Send in the Clown", a "Pen & Ink" "Crosshatching drawing" by Alexander

アーカンソー州の田舎町、ダーモットで生まれる。父のロバートはトラックの運転手、母ジェイニーは美容師で、ラリーは夫妻の2人目の息子であった。4歳で絵を描き始めたが、このような田舎町では正規の美術教育を受けることなど望むべくもなく、高校までは通常の学校で学んだ。1971年5月にダーモット高校を卒業すると、パインブラフに移り、パインズ技術学校（後のサウスイースト・アーカンソー大学）で住宅の設計を学んだ。
パインブラフで2年の教育を受けた後、仕事を探すためデトロイトに移った。しかし目指す分野での仕事は簡単には見つからず、クライスラーの組み立て工場で働くことになる。工場で自動車の内部構造に魅了されたアレキサンダーは認定整備士となり、その後の17年間をこの仕事で過ごした。デトロイト時代にパトリシアと出会って結婚、アービングに移って自動車修理店を開店し、1991年まで営業した。

### 美術活動
妻の勧めもあり、アレキサンダーはデトロイト時代には活用していなかった美術の才能を活かすことにした。1991年、アレキサンダーは"Alexander Greeting Cards Company"（現存しない）の社名でグリーティングカードを発売した。1991年から1994年にかけては80作以上の美術作品を制作し、このころの作品に"Renetta", "Girlfriends", "Cowboy Fiddler", "Young Kennedys", "Roundup"がある。1994年には"Fine-arTshirt"と名付けたTシャツをホームレス支援のために販売した。
1993年に完成した「60年代シリーズ」はアレキサンダーの連作作品の中でもよく知られたもので、学校や図書館、美術施設などさまざまな場所で展示された実績がある。1965年の「血の日曜日事件」やベトナム戦争、マーティン・ルーサー・キング・ジュニア、マルコム・X、メドガー・エヴァーズ、ローザ・パークスの肖像など、60年代を代表する事件や人物を扱っている。"Composite Sixties"と"Composite Protests"の2作品は、この時代を象徴する人物や場所、事件の組み合わせで構成されており、当時の大統領であったジョン・F・ケネディ、リンドン・ジョンソン、リチャード・ニクソンのほか、ジョン・エドガー・フーヴァー、ジャクリーン・ケネディ・オナシス、エドワード・ケネディ、ロバート・ケネディといった人物、1969年の月面着陸や、この騒乱の時代に引き起こされた数々の抗議行動が取り上げられている。
1996年初め、アレキサンダーは「ダーモット・シリーズ」を完成させ、発表した。20作品からなるこの連作は、アーカンソー州南東部の田舎町で育った自身の幼年時代を油とアクリルで描いた懐古的な内容となっている。作品では綿工場やチコット・カウンティ高校の校舎など、故郷の人々や場所、建物が取り上げられている。この連作のうち6作品はパインブラフにあるArts and Science Center for Southeast Arkansasに所蔵されている。

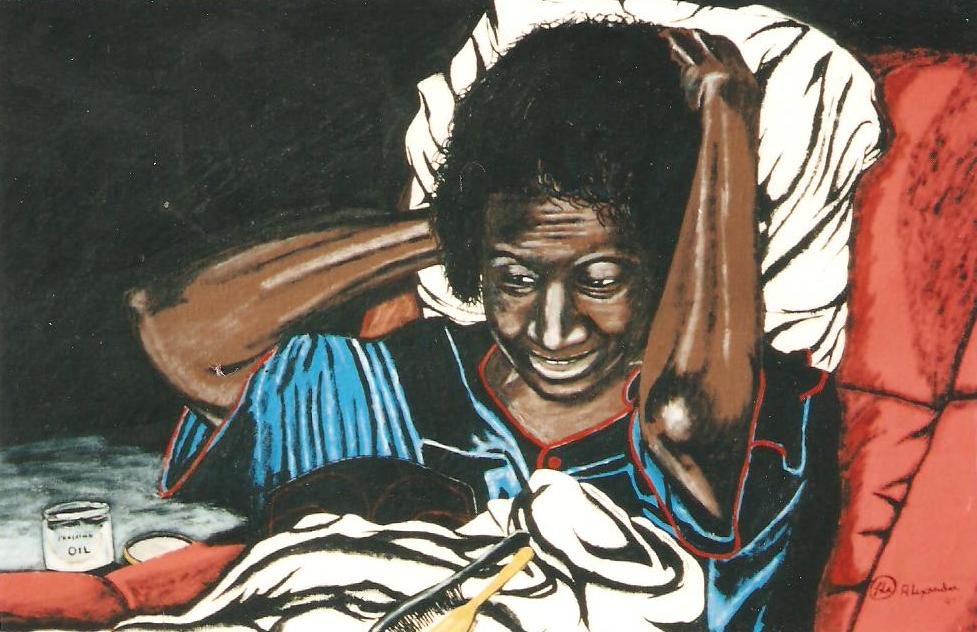
"Aunt Eira Mae", an Acrylic painting by Larry D. Alexander - The African American Museum (Dallas, Texas) - 2004

1998年5月、アレキサンダーは「デルタシリーズ」を発表した。この作品はアレキサンダーが1996年から続けてきた学校訪問活動「アーカンソー・スクール・ツアー」の際に描かれたもので、全作品アクリル画となっている。この年のツアーではミシシッピ州グリーンビルやテネシー州メンフィスを訪れたことから、この連作ではグリーンビル郡庁舎など、ミシシッピ・デルタ地域の事物が描かれている。また連作に含まれる「Aunt Eira Mae」は2004年にテキサス州ダラスにあるアフリカン・アメリカン博物館に寄付され、常設展示品に加えられている。
1999年、アレキサンダーはデトロイトのウェスト・グランド・ブールバードにあるAmerican Black Artist Instituteのギャラリーで、「デトロイト・シリーズ」と題した連作を発表した。9作からなるこの作品はデトロイトのさまざまな場所を油とアクリルで描いたもので、ベル・アイル・パーク、ビル街、デトロイト川、ヒッツヴィルUSA（モータウン・レコード元本社）、グリークタウン、タイガー・スタジアム、ジョー・ルイス・アリーナ、ハドソンビルといった事物を取り上げている。

### 著作活動
2001年、アレキサンダーは最初の本、『African-American History at a Glance』を出版した。アメリカの成功者の歴史に浅からぬ足跡を残したアフリカ系アメリカ人を扱ったもので、絵も自身で入れている。この本ではスポーツや芸能の分野で活躍したアフリカ系アメリカ人についてはあえて扱われていない。アレキサンダーによればこうした分野の人物は既に有名であり、過度に強調されすぎてきたからだという。そして同書の狙いを、無視されてきた人々の方を前面に出すことだとしている。
アレキサンダーはアメリカの学校で使われているアメリカ史のカリキュラムではアフリカ系アメリカ人が扱われていないとし、希望すればアフリカ系アメリカ人についても学べるというのではなく、通常のアメリカ史の一部としてアフリカ系アメリカ人を扱うべきだ、と主張した。2002年にはアービング独立学区の各高校で、アレキサンダーの本がアメリカ史のカリキュラム改善に用いられた。
2006年、アレキサンダーは2冊目の本となる『Sunday school lessons from the book of the Acts of the Apostles』を自費出版した。同書の序文でアレキサンダーは神の言葉を学び、それを教えるよう神に導かれたのだとし、同年11月には続編『Sunday school lessons from the Gospel according to John Mark』、2007年9月には『Sunday school lessons from the Apostle Paul's letter to the Romans』を出版し、3部作を完結させた。この他の著書に『Home Bible study commentaries from the Gospel of John』（2008年）、『Home and Church Bible study commentaries from the Book of Hebrews』（2009年）がある。またブログでは毎週Weekly Sunday School Lessonを書いている。

### 教育活動
1996年、アレキサンダーはアーカンソー州の学校を回り、人生の各段階において良い選択ができるよう、子供たちを激励する活動を始めた。これは故郷であるアーカンソー州に恩返しがしたいという意図で始めた活動であった。「アーカンソー・スクール・ツアー」と名付けられたその活動においてアレキサンダーは、デュマス、マギーヒー、ダーモット、レイクビレッジ、シャーウッド、パインブラフ、ハンバーグ、ウィルモット、ミシシッピ州グリーンビル、ポートランド、リトルロック、カムデンなど、アーカンソー州の各都市の学校を訪問し、2006年まで続けた。

## 作品

### Greeting cards
- 1991 "The Expressions Line" - Library of Congress - copyright PAU 1-608-507
- 1991 "The Save the Children Line" - Library of Congress - copyright PAU 1-563-400
- 1991 "The Feelings Line" - Library of Congress - copyright PAU 1-563-399
- 1991 "The Professions Line" - Library of Congress - copyright PAU 1-566-819

### Pen & ink art
- 1991-1994 Larry D. Alexander/American Artist - "82 pieces of Pen & Ink Art" - Library of Congress - copyright VA 664-679
- 1994 - "Roundup"
- 1992 - "Renetta"
- 1994 - "Cowboy Fiddler"
- 1995 - "Girlfriends"
- 1994 - "Young Kennedys"

### Paintings

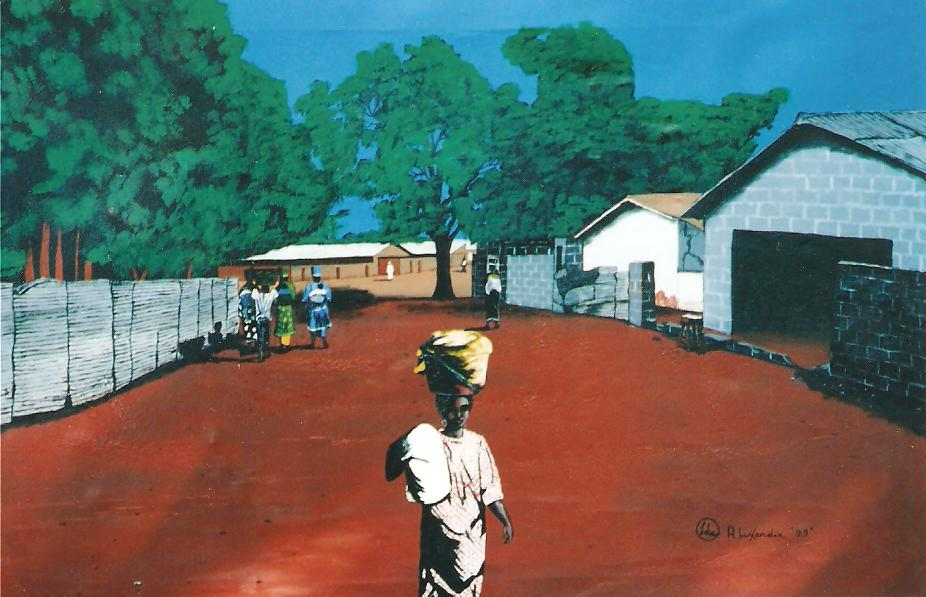
"African Mothers" an Acrylic painting by Larry D. Alexander - The African American Museum (Dallas, Texas) - 2004

- 1995 "Clinton Family Portrait" （油絵）
- 1995 "The Jockey" （油絵）
- 1996 "Cotton Gin" （アクリル画）
- 1996 "In the kitchen with mama" （アクリル画）
- 1997 "Cotton Farm" （アクリル画）
- 1997 "Shelling Peas" （アクリル画）
- 1998 "Belle Isle" （油絵）
- 1999 "African Mothers" （アクリル画）
- 2008 "Washday in Luanda" （アクリル画）

### 連作画

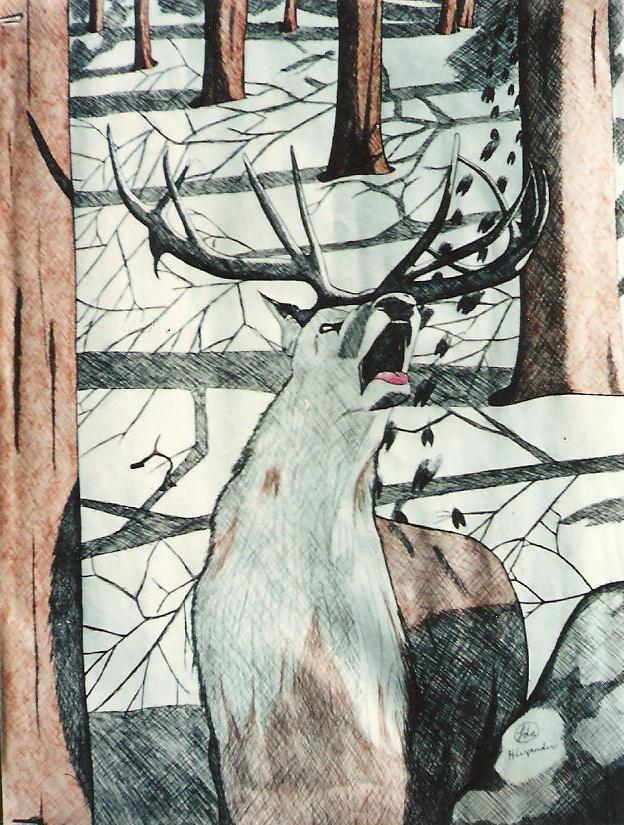
"Moose Call", a "Pen & Ink Drawing" from "The Animal Series" by Larry D. Alexander

- 1994 "The Twenty-Third Psalm Series" （アクリル画）
- 1993 "The Sixties Series" (Pen & Ink)
- 1994 "The Animal Series" (Pen & Ink)
- 1995 "The Western Art Series" (Pen & Ink)
- 1995 "American Girls" （油絵）
- 1996 "The Dermott Series" (Oil and Acrylics)
- 1996 "The Series of P.A.T.R.I.C.E." (Oil and Acrylics)
- 1997 "The Age of Innocence Series" (Oil and Watercolors)
- 1998 "The Delta Series" (Oil and Acrylics)
- 1999 "The series that is Detroit" (Oil and Acrylics)

### 書籍
- 2001 - African-American History at a Glance"
- The Sunday school lesson series
  - 2006 - Sunday school lessons from the Book of the Acts of the Apostles - ISBN 978-1-4116-9831-4
  - 2006 - Sunday school lessons from the Gospel according to John Mark - ISBN 978-0-615-13552-6
  - 2007 - Sunday school lessons from the Apostle Paul's letter to the Romans - ISBN 978-0-615-15342-1
- The Home and Church Bible study series
  - 2008 - Home Bible study commentaries from The Gospel of John - ISBN 978-0-615-20347-8
  - 2009 - Home and Church Bible study commentaries from The Book of Hebrews - ISBN 978-0-578-03453-9
  - 2012 -  Home and Church Bible study commentaries from Paul's letter to the Romans. ISBN 978-1-105-660481. OCLC 9936029741
  - 2014 -  Home and Church Bible study commentaries from Galatians, Ephesians, and Philippians. ISBN 978-0-578-15400-8. OCLC 980839981
  - 2016 -  Home and Church Bible Study Commentaries from the Book of Ezekiel. ISBN 978-1-329-94443-5. OCLC 980213076
  - 2016 - Home and Church Bible Study Commentaries from the Book of Acts - ISBN 978-1-365-01313-3

## ギャラリー

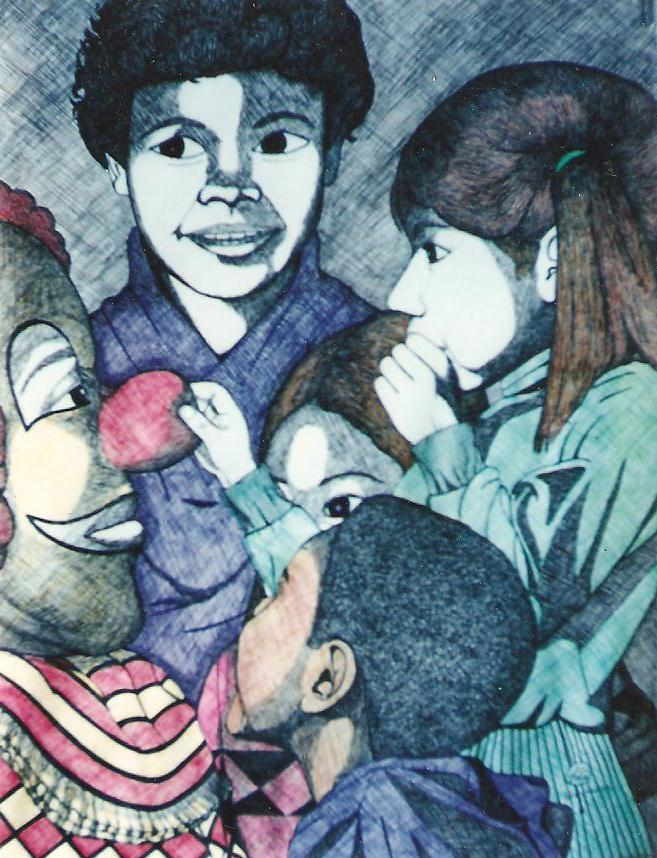
Send in the Clown
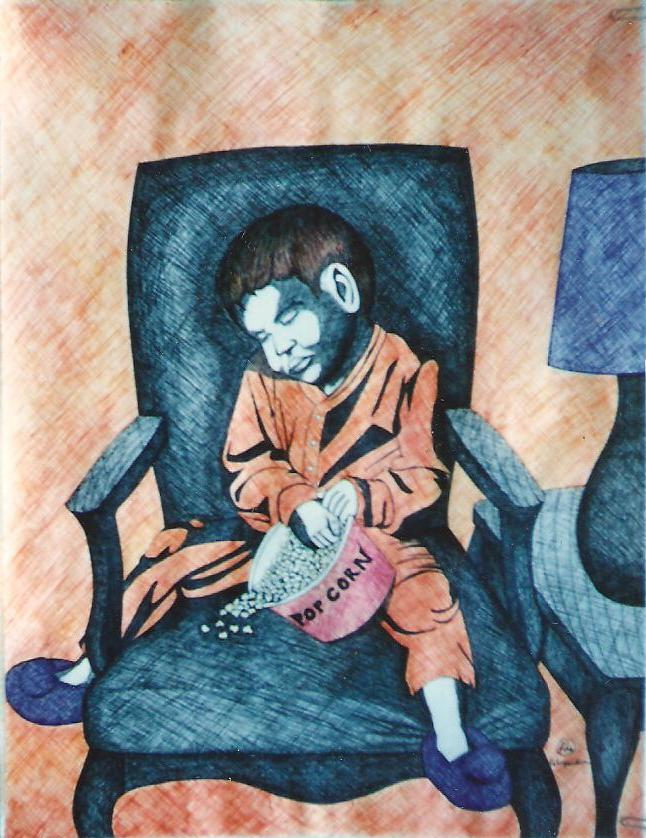
Sleepy Head
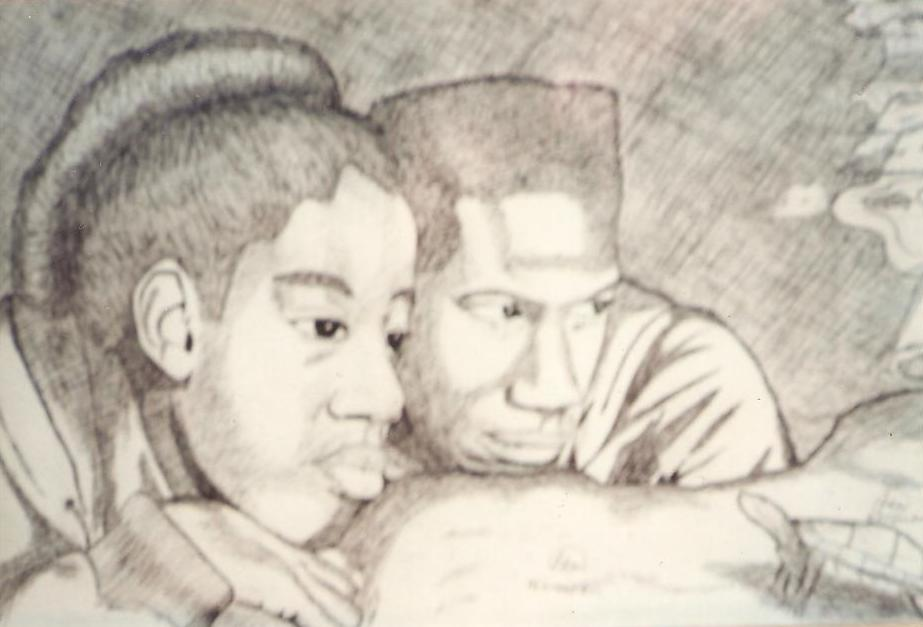
Down by the Sea
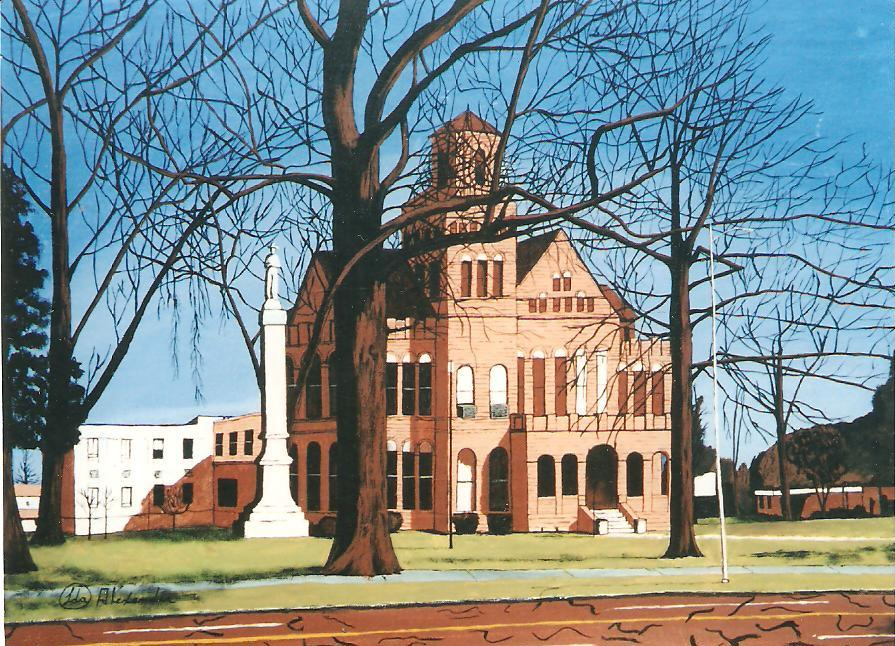
Greenville Courthouse
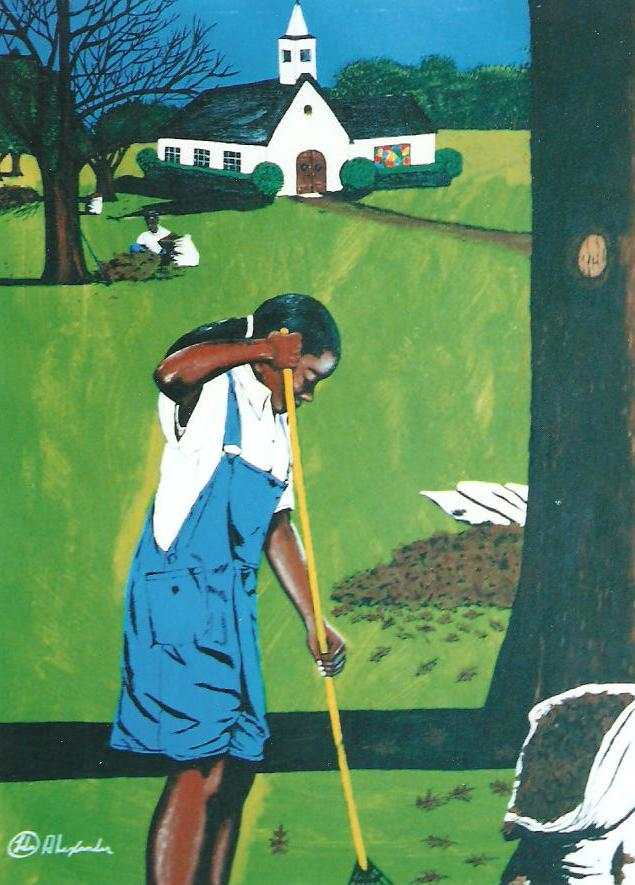
Helping Out
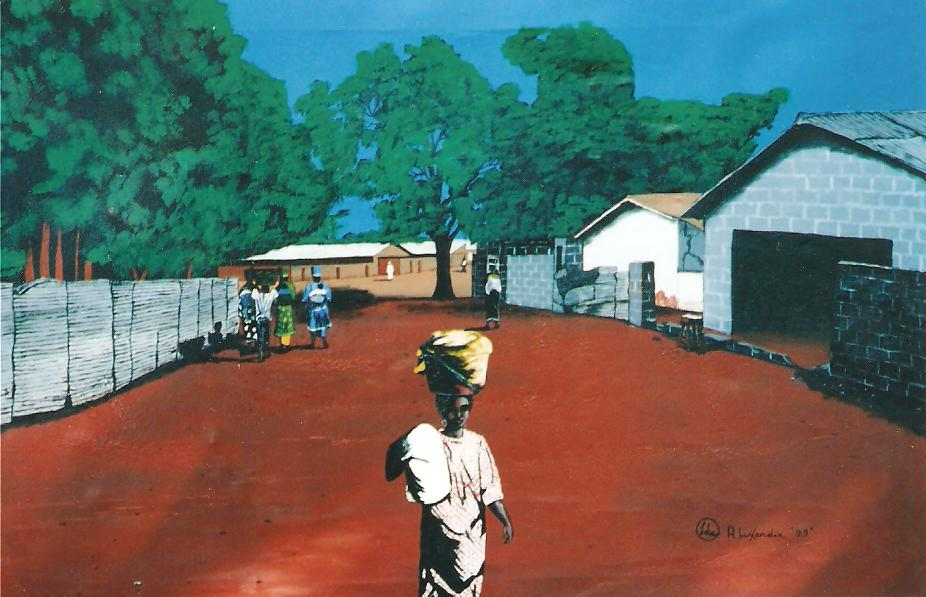
African Mothers
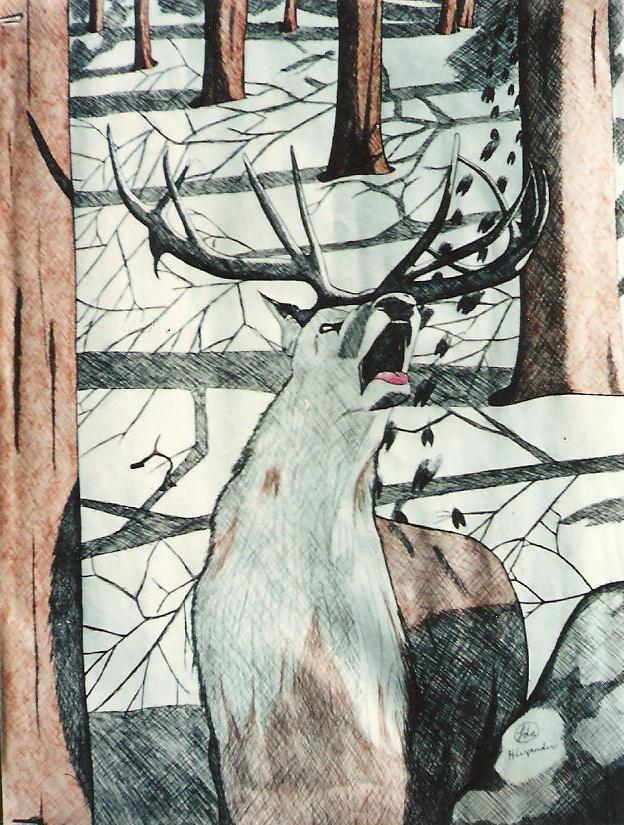
Moose Call
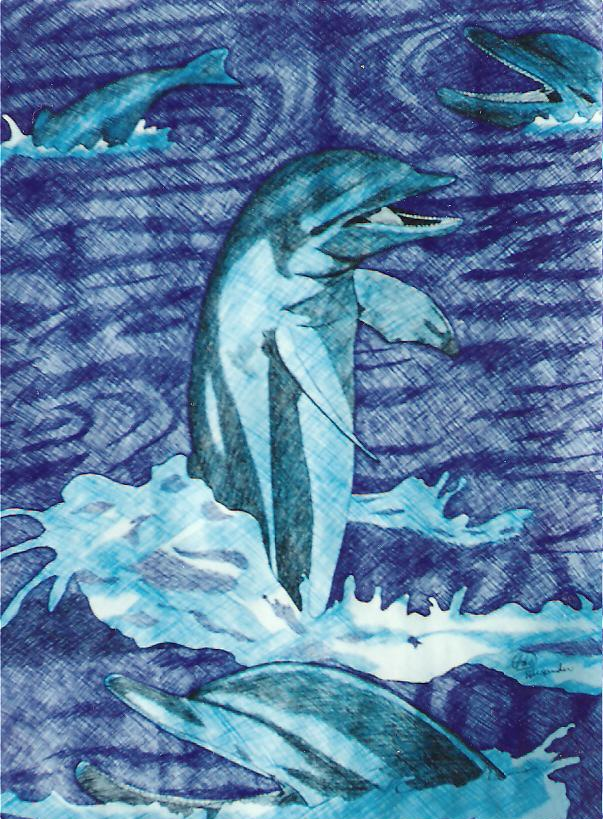
Princess of the Blue
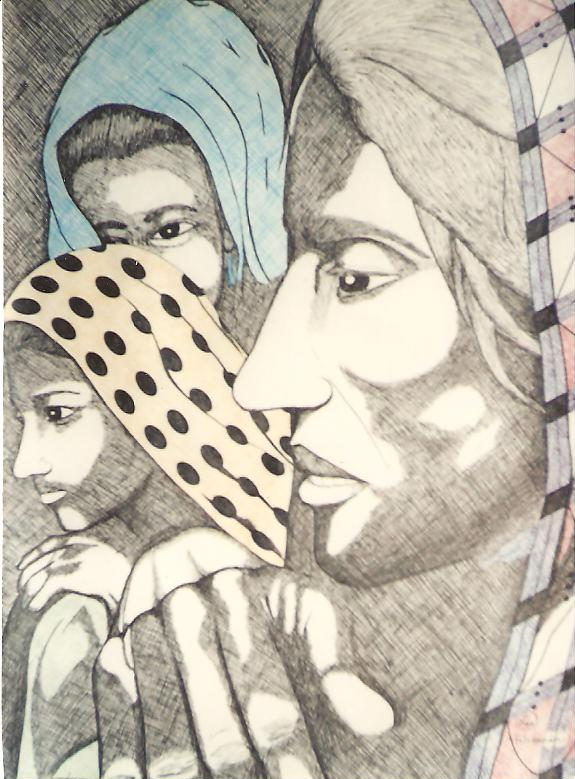
Daughter's Loyalty
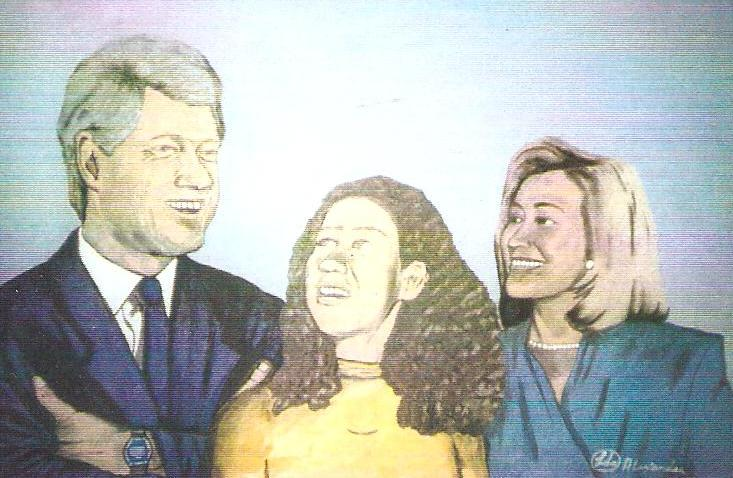
Clinton Family Portrait